# عضلة مائلة خارجية
العضلة المائلة الخارجية (باللاتينية: Musculus obliquus externus abdominis) هي إحدى عضلات البطن وتمتد من الأضلاع الثمانية السفلى إلى العظم الوركي، وتحديداً إلى العرف الحرقفي iliac crest.
و هناك عضلة ثانية اسمها العضلة المنشارية الأمامية وهذه تمتد من الأضلاع الثمانية العليا، ولذلك فإن العضلتين تتشابكان مثل الأصابع في الأضلاع الأربعة الوسطى.
و تمتد العضلة المائلة الخارجية إلى العظم الوركي إلى أن تصل إلى النتوء الأمامي من العظم الوركي الذي اسمه الشوكة الحرقفية الأمامية العلوية، بعدها تصبح العضلة بشكل ليفي اسمه الرباط الأربي وتقفز من الشوكة الوركية العليا إلى أن تصل إلى الحدبة العانية pubic tubercle فتلتصق به.
مكان القفزة يكون تحته فرغ وتمر منه العضلات والأوعية الدموية من البطن إلى الساق.